# HaSchomer

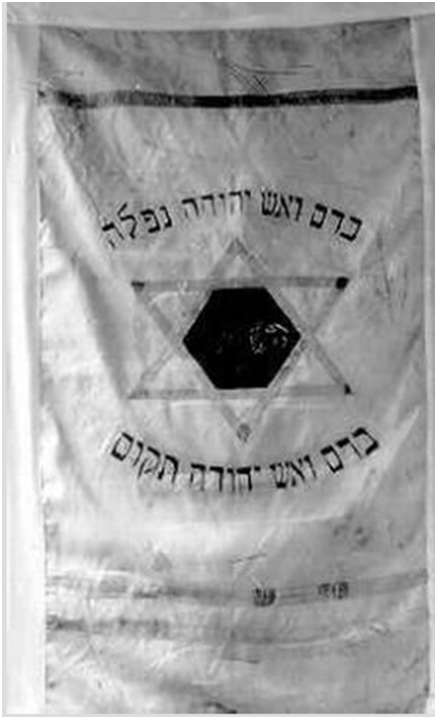
HaSchomer-Flagge

HaSchomer (הַשּׁוֹמֵר ha-Šōmer, deutsch ‚der Wächter‘) war eine militärische Organisation der Juden in Palästina während der Zeit der osmanischen Herrschaft. Sie bestand von 1909 bis 1920 und war ab 1914 als Untergrundorganisation tätig. HaSchomer war eine Vorgängerorganisation der Hagana.

## Geschichte

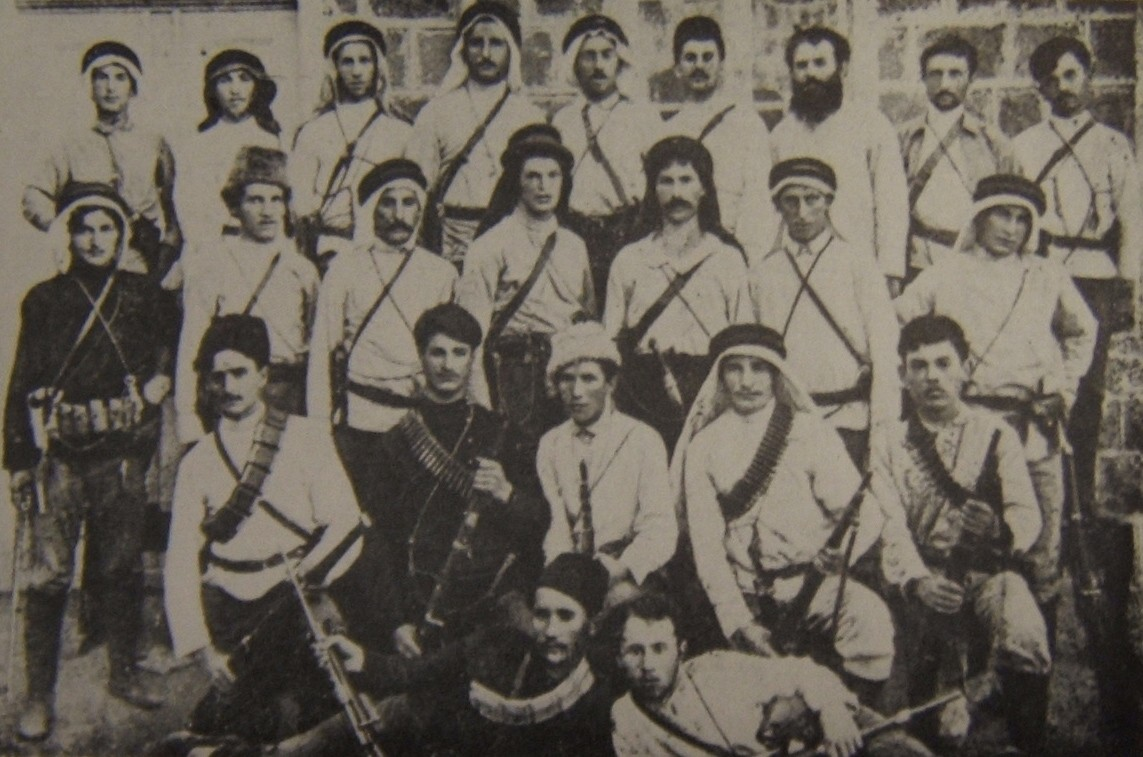
Mitglieder der HaSchomer (1909)

Die Gruppe wurde am 17. April 1909 am Seder in Kfar Tavor von Pionieren der zweiten Alija gegründet, die bereits 1907 in Jaffa eine zehnköpfige Untergrundorganisation namens Bar Giora gebildet hatten, die für die Bewachung von Sejera (Ilaniya) und Mesha (Kfar Tavor) in Galiläa zuständig war. Ziel der Gruppe war, die beduinischen und tscherkessischen Wächter, die Anfang des 20. Jahrhunderts jüdische Siedlungen bewachten, durch jüdische Wächter zu ersetzen. Zu den Gründungsmitgliedern gehörten Jitzhak Ben Zwi (später Präsident von Israel), Alexander Zaïd, Israel Schochat und Israel Giladi, Namensgeber des 1916 gegründeten Kibbuz Kfar Giladi.
HaSchomer war eine sehr disziplinierte, streng hierarchische Organisation. Ihr Motto lautete „In Blut und Feuer ist Judäa gefallen, in Blut und Feuer wird es auferstehen.“ 1914 zählte die Organisation etwa 40 Mitglieder, wobei 50–60 zusätzliche Kandidaten sich um die Mitgliedschaft bewarben. Die Kandidaten mussten eine einjährige Probezeit bestehen und von einer Zweidrittelmehrheit an der jährlichen Generalversammlung aufgenommen werden. Die Mitglieder sprachen Arabisch, trugen eine Mischung aus arabischer und tscherkessischer Bekleidung und waren mit modernen Waffen ausgerüstet.
Den Mitgliedern von HaSchomer gelang es innerhalb von drei Jahren, in sieben Dörfern Fuß zu fassen, darunter Chadera, Rechovot und Rischon LeZion.
Beim Ausbruch des Ersten Weltkrieges beschloss HaSchomer, in den Untergrund zu gehen. Manja und Israel Schochat wurden 1915 von den türkischen Behörden in die anatolische Stadt Bursa deportiert. Zu diesen Schwierigkeiten kamen interne Spaltungen hinzu. HaSchomer bekämpfte die Spionageaktivitäten der Gruppe NILI und beschloss, Joseph Lischansky hinzurichten. Lischansky (1890–1917) hatte für HaSchomer Wächterdienste geleistet, war jedoch nicht als Mitglied aufgenommen worden. Als Mitglied von NILI entfloh er den Nachstellungen des HaSchomer, wurde von den türkischen Behörden gefangen genommen, verriet ihnen seine Kenntnisse über HaSchomer und wurde in Damaskus durch Hängen hingerichtet. In dieser Zeit schlossen sich einige Mitglieder des HaSchomer der Jüdischen Legion an. Andere waren als berittene Polizisten tätig und beteiligten sich an der Verteidigung von Tel Chai und Jerusalem.
Nach der Besetzung Palästinas durch die Briten und der Errichtung des britischen Mandats gelangten die Führer des Jischuw zu dem Schluss, dass es notwendig sei, eine größere Organisation zur Selbstverteidigung aufzubauen. Am 15. Juni 1920 wurde HaSchomer aufgelöst. Die Mitglieder hielten jedoch weiter den Kontakt untereinander aufrecht, viele von ihnen waren später in der Hagana tätig.